# Det store Øjeblik
Det store Øjeblik er en amerikansk stumfilm fra 1921 af Sam Wood.

## Medvirkende
- Gloria Swanson som Nada og Nadine Pelham
- Alec B. Francis som Edward Pelham
- Milton Sills som Bayard Delaval
- F.R. Butler som Eustace
- Raymond Brathwayt som Crombie
- Helen Dunbar som Crombie
- Julia Faye som Sadi Bronson